# تیم باکلی
 تیم باکلی (انگلیسی: Tim Buckley؛ ۱۴ فوریهٔ ۱۹۴۷ – ۲۹ ژوئن ۱۹۷۵) یک موسیقی‌دان اهل ایالات متحده آمریکا بود. وی بین سال‌های ۱۹۶۶ تا ۱۹۷۵ میلادی فعالیت می‌کرد. وی پدر جف باکلی، خواننده مشهور آمریکایی بود. 